# Rearquhar
Rearquhar is een dorp ongeveer 6 kilometer ten noordwesten van Dornoch in de Schotse lieutenancy Sutherland in het raadsgebied Highland.